# Sidi Khaled (distrito)
Sidi Khaled é um distrito localizado na província de Biskra, Argélia,[carece de fontes?] e cuja capital é a cidade de mesmo nome, Sidi Khaled. O distrito está dividido em três comunas.